# 若狭駒ヶ岳
若狭駒ヶ岳（わかさこまがたけ）は、福井県小浜市、三方上中郡若狭町およびに滋賀県高島市の境に位置する山塊である。標高780.1m。全国に数ある駒ヶ岳のうちの最西端の山でもあり高島トレイルにのルート上にある。メイン登山口は滋賀県側であり、山頂からは若狭湾を始め琵琶湖越に伊吹山が展望できる。

## 自然
この山の若狭町側は北川の支流である河内川の源流域であり、小浜市側は松永川の源流域である。
小浜市側には三段の滝（落差50m）があり、頂上付近は直径50cm前後のブナ林があり嶺南地方に残る数少ないブナ林である。

## 河内川ダム
河内川に重力式コンクリートダムの予定で1983年に着手されたが、2009年12月にダム事業見直し対象となった。2011年10月には国土交通大臣が継続の決定を行い、2013年本体に着工し、2019年に完成した。